# Encheloclarias kelioides
Encheloclarias kelioides là một loài cá thuộc họ Clariidae. Nó được tìm thấy ở Indonesia và Malaysia.